# Стик

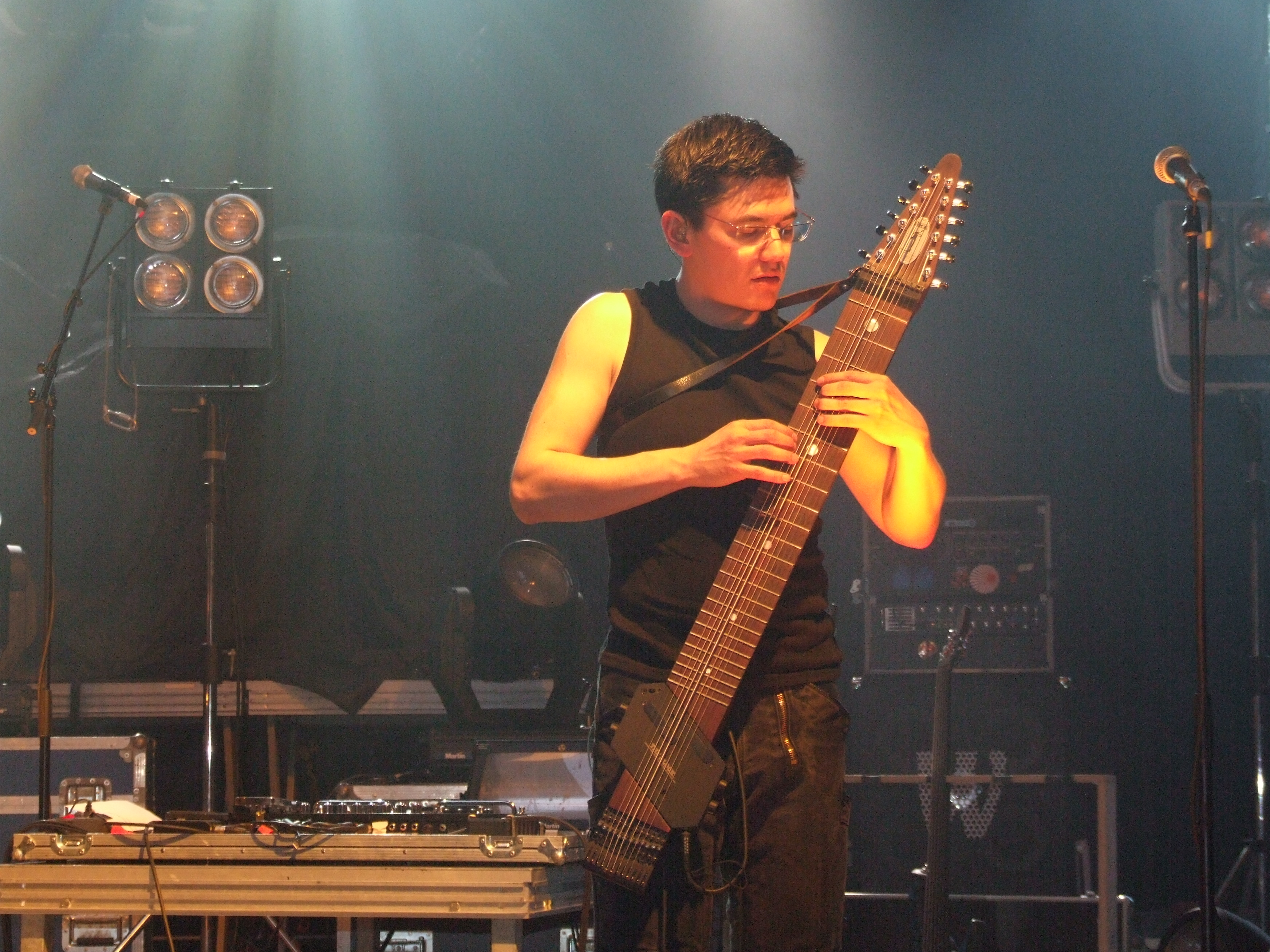
Bruder Frank, басист немецкой фолк-метал группы Saltatio Mortis, использует стик на акустических концертах коллектива

Стик (также стик Чепмена, от англ. stick — палка) — струнный музыкальный инструмент со звукоснимателями, разновидность электрогитары. Разработан Эмметтом Чепменом в начале 1970-х годов для более эффективной игры тэппингом. Первая модель стика была выпущена в 1974 году.
Внешне стик выглядит как увеличенный по ширине и сильно удлинённый гриф электрогитары с 8, 10 или 12 струнами. В отличие от гитары, где для извлечения одного звука используются обе руки, на стике возможно играть сразу партию баса, аккорды и мелодию. В этом отношении стик можно сравнить с клавишными.

## Музыканты, использующие стик
- Тони Левин (King Crimson)
- Питер Гейбриэл
- Джон Маянг (Dream Theater)
- Nick Beggs (Kajagoogoo, Ellis, Beggs & Howard, Джон Пол Джонс, Стивен Уилсон)
- Трей Ганн
- Blue Man Group
- Anderson Bruford Wakeman Howe
- Bruce Cockburn
- Шон Мэлоун из групп Cynic и Gordian Knot
- Rob Martino
- Kevin Keith
- Robert Culbertson
- Don Schiff
- Greg Howard
- Abby Clutario
- Из российских исполнителей на официальном сайте производителя Stick Enterprises www.stick.com отмечены Борис Базуров и проживающая ныне в Израиле Irene Orleansky.
- Латвийский этно-джазовый коллектив Барака использует стик Чепмена в своих альбомах и живых выступлениях. Девика Евсикова — одна из немногих поющих стик-басисток Европы.

Бывший басист группы Weather Report Альфонсо Джонсон был в числе первых музыкантов, представивших стик публике. Он использовал стик в некоторых композициях альбома Black Market этой группы.